# Simon Greenall
Simon James Greenall (Longtown, Reino Unido; 3 de enero de 1958) es un actor, presentador, comediante, actor de doblaje, productor y escritor inglés. Entre sus apariciones en televisión se encuentra la de Caretaker en Trapped!, Richard en Lucy Sullivan is Getting Married, y como Michael the Geordie en los programas y películas de Alan Partridge. También da voz al Capitán Barnacles en la franquicia Octonautas, a los gemelos en las películas de Shaun the Sheep y a Aleksandr Orlov y Sergei, los suricatos en los anuncios de comparethemarket.com.

## Primeros años
Greenall nació el 3 de enero de 1958 en Longtown, Cumberland. Asistió a la Escuela de Teatro de Manchester al mismo tiempo que Steve Coogan, que estaba dos años por debajo de él y más tarde se convertiría en colaborador habitual.
Greenall ha aparecido en varios programas de televisión, cortometrajes, películas y videojuegos. Sus papeles anteriores incluyen el de policías en Life Without George (1987), One Foot in the Grave (1990), y Between the Lines (1993); como varios personajes en Merry-Go-Round (1998) de Alexei Sayle, Dolly Pond (2000), y Monkey Dust (2003); y como las voces de Mr. Bump, Mr. Grumpy y Mr. Happy en The Mr. Men Show (2008). Prestó su voz a Murgo en la franquicia de videojuegos Fable y reemplazó a Cam Clarke en Final Fantasy XIV como la voz de Lord Lolorito, además de su papel habitual de doblaje del dragón Nidhogg. En el episodio de Doctor Who de 2006 "Amor y monstruos", interpretó al Sr. Skinner.
Greenall también ha protagonizado los programas de radio de la BBC On the Blog, Missing Hancocks y The Simon Day Show. Ganó Celebrity Mastermind en 2015 con el tema especializado Aterrizajes del Día D y fue acreditado como coproductor ejecutivo de la adaptación cinematográfica de 2011 de Tenemos que hablar de Kevin. Actualmente da voz a Aleksandr Orlov, el suricato, en los anuncios de comparethemarket.com.
Cuando Grant Bovey estaba entrenando para un combate de boxeo benéfico de la BBC contra Ricky Gervais, Greenall era uno de los sparrings de Bovey. En 1995, ganó el premio del Gremio de Escritores de Gran Bretaña en la categoría TV - Entretenimiento ligero junto con Harry Enfield, Geoffrey Perkins, Harry Thompson, Paul Whitehouse, Ian Hislop, Nick Newman y Kay Stonham por Harry Enfield's Television Programme. En 2014, recibió una beca honoraria de la Universidad de Cumbria.

## Filmografía seleccionada

### Televisión
| Año  | Título                                           | Papel                                    | Número de episodios | Ref.                     |
| ---- | ------------------------------------------------ | ---------------------------------------- | ------------------- | ------------------------ |
| 1993 | Newman and Baddiel in Pieces                     | Varios papeles                           | 8                   | [ 6 ]                    |
| 1994 | Harry Enfield and Chums                          | Hombre de gas, hombre en evento político | 2                   | [ 6 ]                    |
| 1997 | Armstrong and Miller                             | Varios papeles                           | 13                  | [ 2 ]                    |
| 1997 | Alas Smith & Jones                               | Varios papeles                           | 12                  | [ 3 ] [ 6 ]              |
| 1997 | I'm Alan Partridge                               | Michael, Robert Moon                     | 12                  | [ 4 ] [ 3 ]              |
| 1998 | Alexei Sayle's Merry-Go-Round                    |                                          | 1                   | [ 6 ]                    |
| 1998 | Barking                                          |                                          | 5                   | [ 3 ] [ 6 ]              |
| 1998 | Big Train                                        | Varios papeles                           | 2                   | [ 6 ]                    |
| 1999 | Boyz Unlimited                                   | Benny Van Hoere                          | 3                   | [ 6 ]                    |
| 1999 | Lucy Sullivan is Getting Married                 | Richard                                  | 16                  | [ 3 ]                    |
| 2000 | Harry Enfield's Brand Spanking New Show          | Varios papeles                           | 12                  | [ 6 ]                    |
| 2000 | Kiss Me Kate                                     | Colin                                    | 1                   | [ 6 ]                    |
| 2001 | Time Gentlemen Please                            | Arnold Poncett                           | 1                   | [ 6 ]                    |
| 2001 | World of Pub                                     | Varios papeles                           | 6                   | [ 6 ]                    |
| 2001 | The Armando Iannucci Shows                       | Varios papeles                           | 1                   | [ 6 ]                    |
| 2003 | Monkey Dust                                      | Varios papeles                           | 18                  | [ 6 ]                    |
| 2003 | Fortysomething                                   | Ashley Ramp                              | 1                   | [ 6 ]                    |
| 2003 | Trevor's World of Sport                          | VDK, Lance                               | 3                   | [ 6 ]                    |
| 2004 | Swiss Toni                                       | Peter Gellward                           | 1                   | [ 6 ]                    |
| 2004 | Doc Martin                                       | Philip Rowe                              | 1                   | [ 2 ] [ 6 ]              |
| 2004 | Televisión de Ciertopelo                         | Mervin                                   | 8                   |                          |
| 2005 | Funland                                          | Ken Cryer                                | 2                   | [ 3 ] [ 6 ]              |
| 2005 | Don't Watch That, Watch This                     | Varios papeles                           | 2                   | [ 6 ]                    |
| 2005 | Secundaria Bromwell                              | Martin Jackson, Iqbal Kandallah          | 13                  | [ 6 ]                    |
| 2006 | Doctor Who                                       | Mr. Skinner                              | 1                   | [ 2 ]                    |
| 2006 | Lead Balloon                                     | Adam Greene                              | 1                   | [ 3 ] [ 6 ]              |
| 2006 | Papavilla                                        | Cardinal Three (voz)                     | 10                  | [ 3 ] [ 6 ]              |
| 2006 | Star Stories                                     | Narrador (voz)                           | 7                   | [ 6 ]                    |
| 2007 | Saxondale                                        | Malcolm                                  | 1                   | [ 3 ] [ 6 ]              |
| 2007 | Trapped!                                         | Presentador                              | 15                  | [ 2 ]                    |
| 2008 | Secret Diary of a Call Girl                      | Ian Farringdon                           | 1                   | [ 3 ]                    |
| 2008 | The Wrong Door                                   | Varios papeles                           | 6                   | [ 6 ]                    |
| 2008 | No Heroics                                       | Isobar                                   | 1                   | [ 6 ]                    |
| 2009 | Horne &; Corden                                  | Varios papeles                           | 1                   | [ 6 ]                    |
| 2009 | The Impressions Show with Culshaw and Stephenson | Varios papeles                           | 19                  | [ 3 ] [ 6 ]              |
| 2010 | Life of Riley                                    | Mr. Smith                                | 1                   | [ 6 ]                    |
| 2010 | Pete Versus Life                                 | Colin King                               | 11                  | [ 3 ] [ 6 ]              |
| 2010 | Ruddy Hell! It's Harry and Paul                  | Varios papeles                           | 9                   | [ 3 ]                    |
| 2010 | Mid Morning Matters with Alan Partridge          | Caller (voz)                             | 12                  | [ 6 ]                    |
| 2010 | Octonautas                                       | Captain Barnacles                        | 122                 | [ 5 ]                    |
| 2011 | PhoneShop                                        | The Greeter                              | 1                   | [ 6 ]                    |
| 2011 | Comedy Blaps                                     | Varios papeles                           | 3                   | [ 12 ]                   |
| 2012 | Spy                                              | Anfitrión del cuestionario               | 1                   | [ 6 ]                    |
| 2013 | Common Ground                                    | Peter                                    | 2                   | [ 3 ] [ 6 ]              |
| 2013 | It's Kevin                                       | Varios papeles                           | 2                   | [ 6 ]                    |
| 2013 | Drifters                                         | Davide                                   | 1                   | [ 6 ]                    |
| 2013 | Hebburn                                          | Bob Muirfield                            | 2                   | [ 6 ]                    |
| 2014 | Inspector George Gently                          | Peter Turner                             | 1                   | [ 2 ] [ 3 ]              |
| 2014 | W1A                                              | Nigel Trescott                           | 1                   | [ 13 ] [ 2 ] [ 3 ] [ 6 ] |
| 2014 | Cardinal Burns                                   | Varios papeles                           | 3                   | [ 6 ]                    |
| 2014 | Fried                                            | Derek                                    | 1                   | [ 6 ]                    |
| 2015 | The Keith Lemon Sketch Show                      | Narrador                                 | 1                   | [ 6 ]                    |
| 2015 | Car Share                                        | Dave Thompson (voz)                      | 1                   | [ 6 ]                    |
| 2015 | Hoff the Record                                  | Radovan Merkadic                         | 1                   | [ 6 ]                    |
| 2015 | Newzoids                                         | Varios papeles (voz)                     | 12                  | [ 6 ]                    |
| 2016 | Plebs                                            | Locutor                                  | 1                   | [ 6 ]                    |
| 2016 | The Windsors                                     | Varios papeles                           | 2                   | [ 6 ]                    |
| 2017 | Benidorm                                         | Neville                                  | 5                   | [ 6 ]                    |
| 2017 | Ill Behaviour                                    | Papá de Liam                             | 2                   | [ 6 ]                    |
| 2017 | The Other One                                    | Colin                                    | 3                   | [ 6 ]                    |
| 2020 | Shaun the Sheep: Adventures from Mossy Bottom    | Varios papeles                           | 20                  | [ 6 ]                    |
| 2020 | Mister Winner                                    | Comentarista de carreras                 | 1                   | [ 6 ]                    |
| 2022 | Meet the Richardsons                             | Simon Greenall                           | 1                   | [ 6 ]                    |
| 2022 | The Thief, His Wife and the Canoe                | Juez de instrucción                      | 1                   | [ 14 ]                   |

### Películas
| Año  | Título                                       | Papel                            | Ref.              |
| ---- | -------------------------------------------- | -------------------------------- | ----------------- |
| 1999 | Tube Tales                                   | Business Man (segmento: "Mouth") | [ 3 ]             |
| 2002 | My Wrongs 8245-8249 and 117                  | Padre en la iglesia              | [ 6 ]             |
| 2003 | Anglian Lives: Alan Partridge                | Roy de Caistor-St-Edmonds (voz)  | [ 6 ]             |
| 2004 | Wimbledon                                    | Chofer                           | [ 3 ] [ 6 ]       |
| 2007 | Biffovision                                  | BW                               | [ 6 ]             |
| 2010 | D.O.A                                        | Sacerdote                        | [ 6 ]             |
| 2011 | Holy Flying Circus                           | Barry Atkins, Pub Landlord       | [ 3 ] [ 6 ]       |
| 2011 | Pythagasaurus                                | Pythagasaurus (voz)              | [ 6 ]             |
| 2012 | Acts of Godfrey                              | Stevens                          | [ 3 ]             |
| 2012 | The Cow That Almost Missed Christmas         | Varios papeles (voces)           | [ 6 ]             |
| 2013 | Alan Partridge: Alpha Papa                   | Michael                          | [ 4 ] [ 3 ] [ 6 ] |
| 2014 | Harry & Paul's Story of the 2s               | Varios papeles                   | [ 6 ]             |
| 2015 | Shaun the Sheep Movie                        | Gemelos (voces)                  | [ 2 ] [ 6 ]       |
| 2018 | Early Man                                    | Eemak, Thongo (voces)            | [ 2 ] [ 6 ]       |
| 2019 | A Shaun the Sheep Movie: Farmageddon         | Gemelos (voces)                  |                   |
| 2021 | Octonauts: The Ring of Fire                  | Capitán Barnacles (voz)          |                   |
| 2021 | Shaun the Sheep: The Flight Before Christmas | Voces adicionales                |                   |
| 2021 | Hilda y el rey de la montaña                 | Voces adicionales                |                   |
| 2022 | The Lovebox in Your Living Room              | Varios papeles                   | [ 6 ]             |

### Videojuegos
| Año  | Título                                                         | Papel                                            | Ref.  |
| ---- | -------------------------------------------------------------- | ------------------------------------------------ | ----- |
| 1997 | Tomb Raider III                                                | Claudio, Fabio, Chan Barkhang                    | [ 2 ] |
| 2000 | Shogun: Total War                                              |                                                  |       |
| 2000 | Team Buddies                                                   |                                                  |       |
| 2000 | Who Wants to Be a Millionaire: 2nd Edition                     |                                                  |       |
| 2001 | Original War                                                   |                                                  |       |
| 2002 | Hard Hitter Tennis                                             | Bob Conner                                       |       |
| 2004 | Future Tactics: The Uprising                                   |                                                  |       |
| 2004 | Fable                                                          | Pescador                                         |       |
| 2004 | Dragon Quest VIII                                              | Voces adicionales                                |       |
| 2005 | Ape Escape 3                                                   | Monkey Blue                                      |       |
| 2005 | MediEvil: Resurrection                                         | Dirk Steadfast, Help Gargoyles, Aldeano atrapado |       |
| 2005 | Battalion Wars                                                 | Comandante Ubel                                  |       |
| 2006 | Medieval II: Total War                                         |                                                  |       |
| 2007 | Dragon Quest Swords: The Masked Queen and the Tower of Mirrors |                                                  |       |
| 2007 | Battalion Wars 2                                               | Comandante Ubel                                  |       |
| 2008 | Age of Conan: Hyborian Adventures                              |                                                  |       |
| 2008 | Fable II                                                       |                                                  |       |
| 2009 | Killzone 2                                                     | Voces de los Helghast                            |       |
| 2009 | BattleForge                                                    |                                                  |       |
| 2009 | Battlefield Heroes                                             | Royals y Nationals                               |       |
| 2009 | Battlefield 1943                                               | Locutor de telediario                            |       |
| 2009 | Risen                                                          | Luis, Adan, Dargel                               |       |
| 2010 | Final Fantasy XIV                                              | Lolorito                                         |       |
| 2010 | Fable III                                                      |                                                  |       |
| 2011 | Stronghold 3                                                   |                                                  |       |
| 2013 | Puppeteer                                                      | Gaff                                             |       |
| 2014 | LittleBigPlanet 3                                              | Zom-Zom the Far Out                              |       |
| 2015 | Final Fantasy XIV: Heavensward                                 | Lolorito, Nidhogg                                |       |
| 2017 | Final Fantasy XIV: Stormblood                                  | Lolorito                                         |       |
| 2018 | Forza Horizon 4                                                | Hans Liebold                                     |       |
| 2019 | Forza Horizon 4: LEGO Speed Champions                          | Hans Liebold                                     |       |
| 2020 | Sackboy: A Big Adventure                                       | Zom Zom                                          |       |